# آبشار مموریال
آبشار مموریال (به انگلیسی: Memorial Falls) آبشاری است که در Alger County، Michigan واقع شده و ارتفاع کلی ریزشگاه آن ۴۰ فوت (۱۲ متر) است.